# Aykut Akgün
Aykut Akgün (Trabzon, 18 settembre 1987) è un ex calciatore turco, di ruolo centrocampista.